# Alpes de Lavanttal
O Alpes de Lavanttal  (em alemão:  Lavanttaler Tauern) é um maciço montanhoso que se encontram na região de Caríntia na Áustria. O cume mais alto  é o Zirbitzkogel  com 2.396 m.

## Localização
O Alpes de Lavanttal têm da mesma secção alpina, a Leste, o Alpes de Gurktal.
De outras secções tem a Norte os Tauern de Rottenmann e de Wolz, a Nordeste os Pré-Alpes ocidentais-norte da Estíria, a Leste os Pré-Alpes ocidentais-sul da Estíria, e a Sul os Pré-Alpes Eslovenos do nordeste.

## SOIUSA
A Subdivisão Orográfica Internacional Unificada do Sistema Alpino (SOIUSA) dividiu os Alpes em duas grandes Partes: Alpes Ocidentais e Alpes Orientais, separados pela linha formada pelo  Rio Reno - Passo de Spluga - Lago de Como - Lago de Lecco.
A secção alpina dos Alpes da Estíria e da Caríntia é formada pelos Alpes de Gurktal, e os Alpes de Lavanttal.

### Classificação  SOIUSA
Segundo a SOIUSA este acidente geográfico é uma Sub-secção alpina com as seguintes características:
- Parte = Alpes Orientais
- Grande sector alpino = Alpes Orientais-Centro
- Secção alpina = Alpes da Estíria e da Caríntia
- Sub-secção alpina =  Alpes de Lavanttal
- Código = II/A-19.II